# 58691 Luigisannino
58691 Luigisannino este o planetă minoră (asteroid) din centura de asteroizi. A fost descoperită pe 24 ianuarie 1998 la Osservatorio Astronomico Monte Viseggi⁠(d) de Osservatorio Astronomico Monte Viseggi⁠(d) și a fost numită după Luigi Sannino⁠(d). 
Obiectul prezintă o orbită caracterizată de o semiaxă mare de 2,5563479580894 UAi, o excentricitate de 0,06827203657624, o înclinație de 4,8304009685851 ° în raport cu ecliptica.